# Bohács Zsolt
Bohács Zsolt (Szeged, 1964. március 22. –) ötszörös kenu világbajnok, amatőr golfvilágbajnok, ügyvéd, 2010-2014 között országgyűlési képviselő a Fidesz-KDNP színeiben, ahol a Fidesz frakciójában foglalt helyet.

## Életrajza
A József Attila Tudományegyetem Állam- és Jogtudományi Karán (1992-1997) szerzett jogász végzettséget. 1997 óta folyamatosan jogi pályán dolgozik, ahol elsődlegesen büntető-, polgári-, családi-, társasági joggal foglalkozik. 1992-ben nősült, felesége Dr. Bohácsné Dr. Altmayer Anita, aki elismert bőrgyógyász és immunológus. Egy lányuk van, Gerda.

### Sportpályafutása
Szegeden a Szegedi Vízisport Egyesületben 1977-ben kezdett kenuzni, azelőtt a SZEOL AK-nál futballozott. 1984 februárjában bevonult katonának, így másfél évet Budapesten töltött el, mint a Budapesti Honvéd versenyzője, amit az egyesület kifejezett kérésére 1992-ig meghosszabbított. Ezt követően Szegeden folytatta a kenus pályafutását.
Ötször nyert világbajnoki címet (C-2 36 km, 1994; C-1 10 000 m, 1990, 1991, 1993; C-4 1000 m, 1993) és négyszer lett világbajnoki ezüstérmes (C-1 10 000 m, 1987, 1989; C-2 36 km, 1992, 1996), 1996-ban pedig a C-2-es kategóriában 36 km-en Európa-bajnok lett. Ezeken kívül 16-szoros országos bajnok síkvízen, 3-szoros maratoni távon. Ő a 10 000 méter utolsó világbajnoka: aranyat nyert Koppenhágában, az utolsó világbajnokságon, ahol 10 000 méteres számot még rendeztek.
Ezen eredményei közül sok Szeged város nevéhez köthető, hiszen a Szegedi Vízisport Egyesület versenyzőjeként fejezte be sportolói pályafutását. A sport a mai napig jelen van az életében: kenuzik, teniszezik, golfozik.

### Közéleti pályafutása
2009-ben csatlakozott egy frissen alakult szegedi, polgári értékrendek mentén szerveződött civil körhöz, ami azzal foglalatoskodott, hogy a különböző szakterületekre megpróbálta a lehető legalkalmasabb szakembereket ajánlani elsősorban a helyi Fidesz figyelmébe. Neve ezen tevékenysége kapcsán merült fel, mint lehetséges egyéni országgyűlési képviselő jelölt Botka László ellenében. A felkérést elfogadva a 2010-es országgyűlési választáson a Fidesz-KDNP színeiben meg is nyerte Csongrád megye 3-as számú egyéni választókörzetét a regnáló szegedi szocialista polgármesterrel, Botka Lászlóval szemben. Képviselői esküjét a többiekkel együtt, 2010. május 14-én tette le. A 2014-es Országgyűlési választásokon alulmaradt az MSZP-s Szabó Sándorral szemben. A 2014-es önkormányzati választásokon a 16-os választókerületben, Felsővároson volt egyéni képviselőjelölt, de alulmaradt Nagy Sándorral szemben és listáról sem jutott be a szegedi közgyűlésbe. Azóta ügyvédként tevékenykedik.